# 秋竜山
秋 竜山（あき りゅうざん、1942年3月13日 - 2023年3月6日）は、日本の漫画家。本名：秋山 好文（あきやま よしふみ）。

## 略歴
1942年、静岡県田方郡対島村（のちの伊東市赤沢地区）の「半農半漁」の家に長男として生まれた。農作業や漁を手伝いながら、観光バス駐車場のゴミ捨て場に捨てられた新聞、雑誌、小説本を拾って物語の世界に親しみ、漫画家を強く志すが、当時の風習上、長男が家業を継ぐ以外の進路を取ることは困難だったため、夢を一時断念し、伊東市立対島中学校卒業後、村の若者組に入って漁の技術を学び、ブリの定置網漁に従事する。
ブリの不漁のために赤沢を離れ、出稼ぎの網子となったのを期に、空き時間を利用して雑誌への漫画投稿を開始。ペンネームは竜が好きだったことから、本名の名字「秋山」の2字の間に竜を入れて「秋竜山」とした。出稼ぎの漁場も減少していたことから、故郷近くの郵便局に就職し、電報の受付、電話交換、各種の事務などに従事しつつ、投稿活動を続けた。投稿家としては突出した分量だったとされ、『週刊漫画サンデー』編集長だった峯島正行は「毎週、部厚い〔ママ〕原稿を（略）小包にして」「一年以上もつづいた」「山となった小包の処分にまこと困った」と回想している。
1965年に『別冊週刊漫画TIMES』に投稿した作品が掲載されたのを機に、プロ漫画家になることを決意し、翌1966年に郵便局を退職し、上京。1969年から『週刊漫画サンデー』に連載した『Oh★ジャリーズ』で人気を得て、少年向け、大人向け両方の媒体でギャグ作品を手掛けるようになった。1969年頃より、神奈川県相模原市に在住。
2023年3月6日、肺炎による心不全のため、相模原市の病院で死去。80歳没。

### 受賞歴
- 1971年 第16回小学館漫画賞 - 『ギャグおじさん』『親バカ天国』[4][6][9][10]
- 1975年 第21回文芸春秋漫画賞 - 『Oh★ジャリーズ』『ノッホホン氏』[4][6][9]
- 1988年 第17回日本漫画家協会賞選考委員特別賞 - 『福祉マンガ・みんないいひと』[6][9][4][11]
- 2006年 第35回日本漫画家協会賞大賞 - 『秋竜山マンガ通信』[6][9][4][12]
- 2016年 第45回日本漫画家協会賞文部科学大臣賞 - これまで発表したすべての作品に対し[7][13]

## 作風
- 「『クスッ』と笑える人間の滑稽さ」を描くことを一貫した信条としており、「漫画は笑えなければ意味がない」と主張している[7]。
- 独学で漫画の技術を習得し、先輩漫画家に師事した経験がなかったことで、特異な画風となった。峯島正行は秋の画風を「海外漫画風でもない、日本のナンセンス漫画風でもない、全く異様な、一見気味の悪いようなまがりくねった、現実離れした人間を描く画風[1]」と評した。
- 題材を1種類に絞った1コマ漫画を数百から千作制作し、まとまった時点で展覧会を開くことをライフワークとしている[6]。最初のテーマは孤島漫画（無人島漫画）千作で、1977年6月から12月にかけて制作し、翌年に東京・銀座で個展を開いたのち、単行本を刊行した（後述）。その後、「神様」「お金」「病院」[1]「監獄」「テレビ」[6]など、さまざまなテーマで1コマ漫画の制作を続けている。
- 2016年にはミレー、モネ、ピカソ、ドラクロワといった画家の作品をパロディにした作品展を開催した[2]。

## 作品

### 連載
- Oh★ジャリーズ（週刊漫画サンデー）
  - Oh★ジャリーズ（実業之日本社ホリデー・コミックス 1970年）
- 親バカ天国（週刊少年マガジン）
- ノッホホン氏（オール読物）
  - ノッホホン氏 1 - 3（大陸書房 1980年）
- すってんころりん文章劇場（週刊朝日）
- あっぱれサン（読売新聞朝刊）
- みんないいひと（相模原市社会福祉協議会広報紙）
- 秋竜山の東海道中膝栗毛（伊豆新聞）
- そうずら君（伊豆新聞）
  - そうずら君 1 - 2（三空出版Miku books 1994 - 1995年）

### 単行本・エッセイ等
- 竜山のふざけた世界（朝日ソノラマサンコミック 1970年）
- 笑わせる天才たち 憂き世は屁でとばせ（ベストセラーズベストセラーコミックス 1970年）
- 現代漫画家自選シリーズ 3 あァ!乱痴気人間（青林堂 1971年）
- 馬鹿ばっかり 気持ちがラクになる本（ベストブック社Big bird comics 1975年）
- 秋竜山の1千枚（東京スポーツ新聞社 1976年）
- 秋竜山のロビンソンクルーソー 秋竜山孤島漫画1000点より（大陸書房 1978年）
  - おーいたすけてくれ 秋竜山の無人島まんが1000展 part1 - 4（旺文社文庫 1981年）
- 利口と馬鹿ばっかり（三月書房 1980年）
- 秋竜山の釣れづれ記（大陸書房 1980年）
- 笑いの真っ只中（コンパニオン出版 1982年）
- アッ!!というまの出来事 珍日本最初の日（ダイナミックセラーズ 1982年）
- となりの他人 現代住居考現学（実業之日本社 1983年）
- 竜山の「この世は漫画だ」（現代書林 1984年）
- 秋竜山の読書狂（青英舎 1985年）
- 楽しみながら読む日本国憲法（実業之日本社 1985年）
- ぼくの純情フラフラ東京（みずうみ書房 1987年）
- 秋竜山の江戸川柳と一勝負（池田書店 1988年）
- 秋竜山のすってんころりん劇場（朝日新聞社 1988年）
- 熊さん八っあんこれがありがてェー般若心経だよ!!（海風社 1988年）
- 人間に生まれてよかった ほのぼの人間ノート（佼成出版社ダルマブックス 1988年）
- 本屋で雨宿り（立風書房 1988年）
- 楽天病院食っちゃ寝（保健同人社 1990年）
- 漫筆・差別観賞 上からの笑い、下からの笑い（明石書店 1990年）
- すってんころりん文章劇場（朝日新聞社 1990年）
- どっち向いてんの? 森歩人グリグリ・グリーン氏の101日（経済往来社 1991年）
- おとぼけ読書絵日記（六興出版 1991年）
- 深海魚の涙 うれし恥ずかし、母の追想・四十六話（佼成出版社 1993年）
- まんが奥の細道（里文出版Ribunコミック 1994年）
- サウルスのスクランブルド・エッグス 超珍化論（三空出版Miku books 1994年）
- 禅語十三夜 公案コミック（地人館 1995年）
- 無人島の快楽 もう会社なんかやめてやる（清流出版 1995年）
- ふりむけばエッセイ（明窓出版 1997年）
- 竜山漫録 秋竜山の読書絵日記 1 - 2（北宋社 1998年）

### 共著
- はみだし教師すってんころりん青春記（関野俊二 コンパニオン出版 1982年）
- 風もないのに世の中まわる 二人三脚お笑い競作（春風亭柳昇 明窓出版 1994年）
- 今日は誰かの誕生日 漫画と滑稽短歌（春風亭柳昇 立風書房 1996年）

### 作詞
- ジャンボマックスの唄/嘆きのマックス（作曲:小林亜星）